# Vladan Milovanović
Vladan Milovanović (* 7. Juli 1970) ist ein ehemaliger serbischer Fußballspieler. Er lebt mit seiner Familie in seiner Heimatstadt Krusevac.

## Karriere
Milovanović, ehemaliger Zollbeamter, begann seine Karriere bei FK Napredak Kruševac und wechselte 1992 in die deutsche Bundesliga zu Dynamo Dresden. In Dresden war er Ergänzungsspieler und wurde im Saisonverlauf viermal eingewechselt. Dynamo beendete die Saison als 15. und Milovanović wechselte zum VfL Osnabrück. Osnabrück war gerade aus der 2. Bundesliga abgestiegen und wollte den direkten Wiederaufstieg schaffen. Milovanović erzielte bei 16 Einsätzen in der Oberliga-Nord elf Tore, damit wurde Platz drei in der Liga belegt, für den Wiederaufstieg reichte dies nicht und Milovanović ging in der folgenden Spielzeit für den FSV Frankfurt auf Torejagd. Mit dem FSV wurde er Meister in der Oberliga und stieg in die 2. Bundesliga auf, er hatte mit vier Toren in zehn Einsätzen dazu beigetragen. Wegen privater Probleme verließ er den Verein. Er blieb in der Drittklassigkeit und wechselte zum TuS Celle FC, in die neu eingeführte Regionalliga. In der Nordstaffel erzielte er zwölf Tore in 25 Spielen. Celle belegte den dritten Platz in der Abschlusstabelle, wiederum nach einem Jahr wechselte er zu Hannover 96. Beim Absteiger aus dem Profifußball gelangen dem Serben 27 Treffer. Damit wurde er Zweiter beim Kampf um die Torjägerkanone, hinter Hakan Cengiz vom VfL Herzlake, der einen Treffer mehr erzielte. In der Liga konnte Milovanović trotzdem feiern, er gewann mit H96 die Meisterschaft. In den beiden anschließenden Relegationsspielen um den Aufstieg in die 2. Bundesliga, konnte sich Hannover gegen Energie Cottbus nicht durchsetzen und verblieb in der Drittklassigkeit. Im anschließenden Jahr gelang der Aufstieg. Er spielte noch für Eintracht Braunschweig, SV Arminia Hannover, SC Austria Lustenau und den SV Babelsberg 03. Ein erneuter Wechsel zu Hannover 96 scheiterte. Milovanović: „Meine letzte Hoffnung wurde dann ein Vorvertrag beim FC Montpellier in Frankreich. Aber dann ist mein Manager gestorben und das war mein Ende als Fußballer.“

## Privates
Milovanović ist verheiratet, das Ehepaar hat zwei Kinder. Er arbeitet als Masseur.